# Fuentepelayo
Fuentepelayo ist ein Ort und eine Gemeinde (municipio) mit 772 Einwohnern (Stand: 2024) in der zentralspanischen Provinz Segovia in der Autonomen Region Kastilien-León. 

## Lage und Klima
Fuentepelayo liegt in der kastilischen Meseta in ca. 865 m Höhe ungefähr 30 Kilometer (Fahrtstrecke) nordnordöstlich der Provinzhauptstadt Segovia. Das Klima ist gemäßigt bis warm; Regen (ca. 480 mm/Jahr) fällt mit Ausnahme der trockenen Sommermonate übers Jahr verteilt.

## Bevölkerungsentwicklung
| Jahr      | 1970 | 1981 | 1991 | 2001 | 2011 | 2021 |
| Einwohner | 1342 | 1116 | 1032 | 937  | 988  | 804  |

## Sehenswürdigkeiten

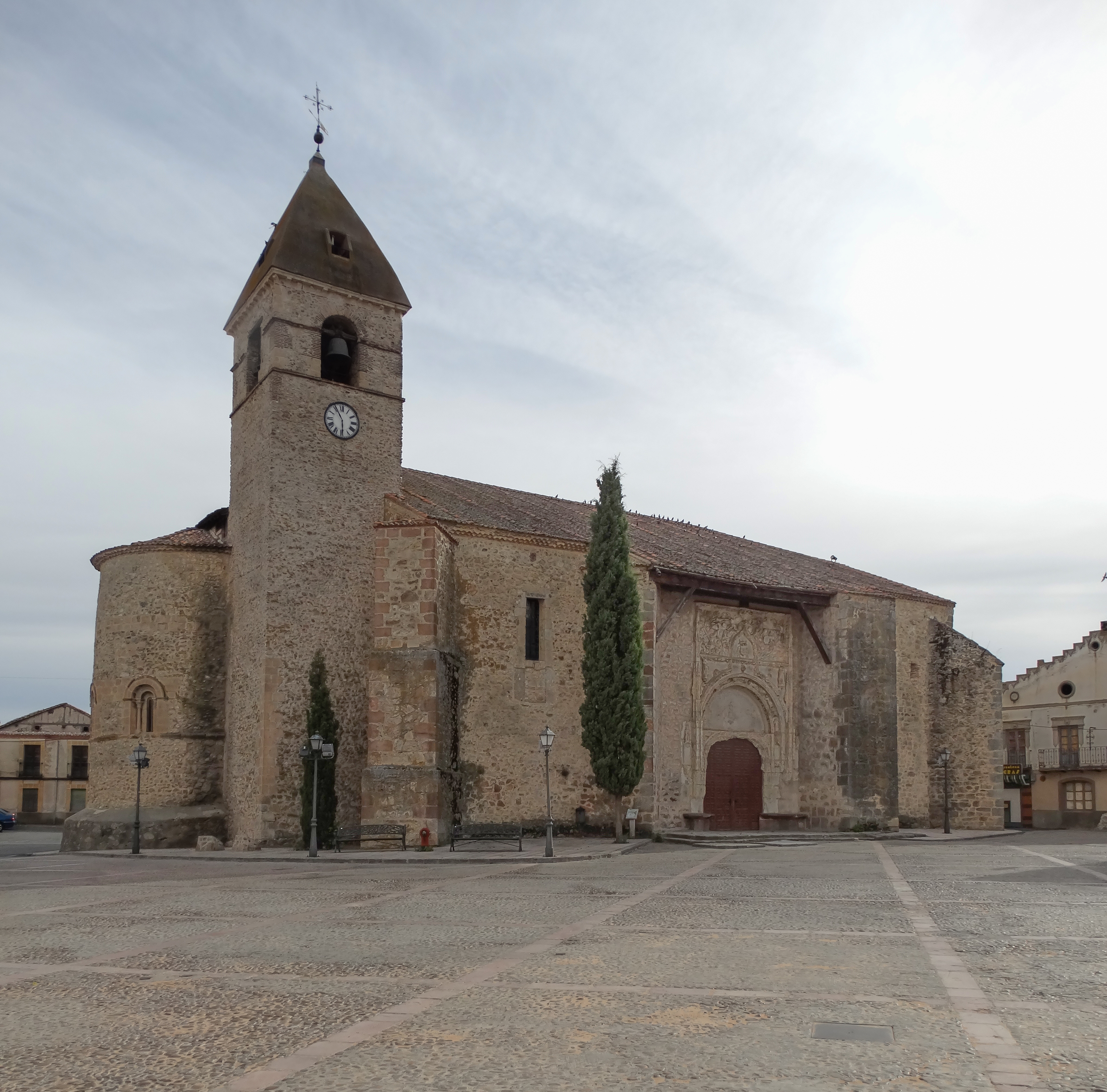
Marienkirche
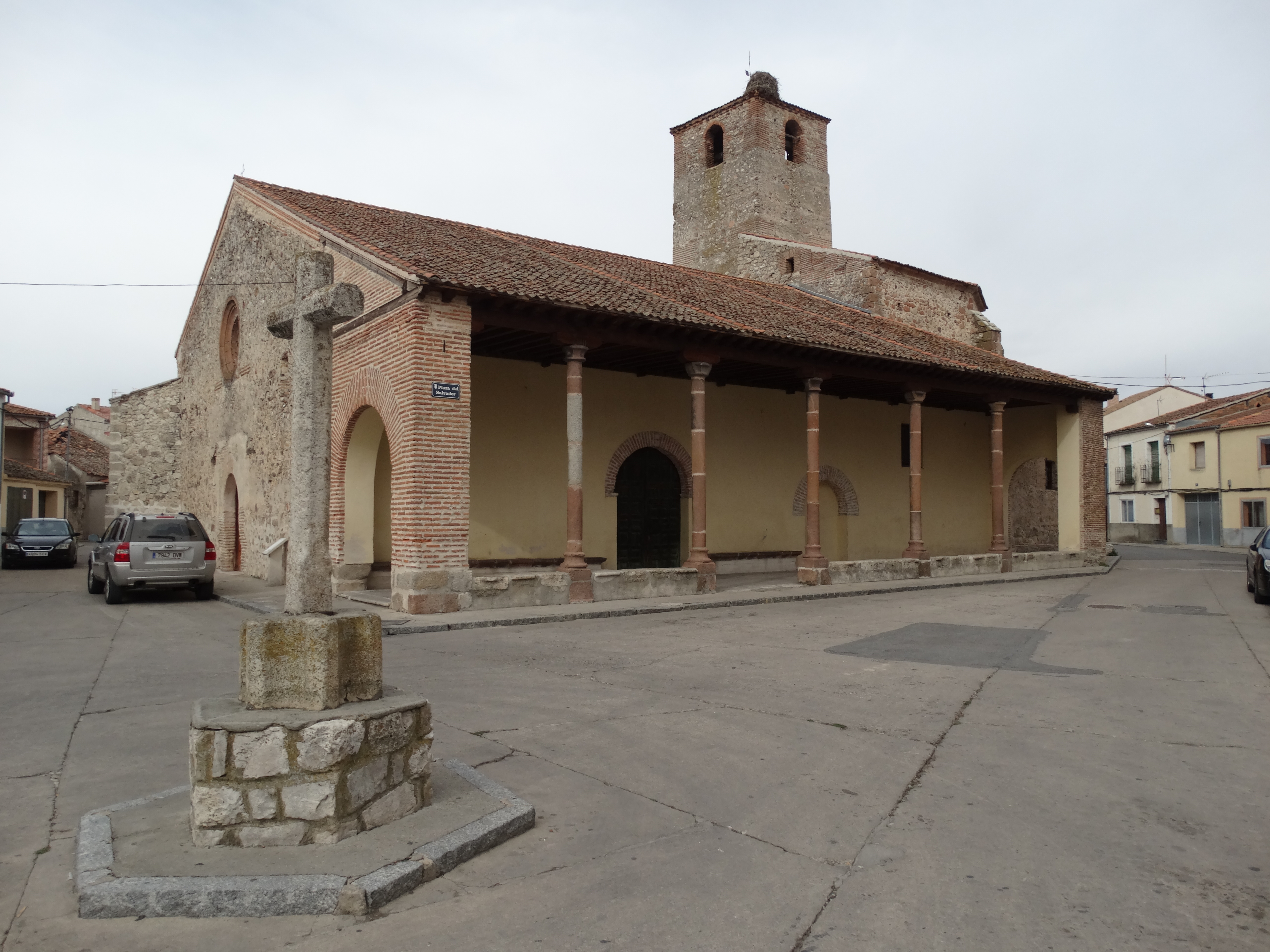
Salvatorkirche
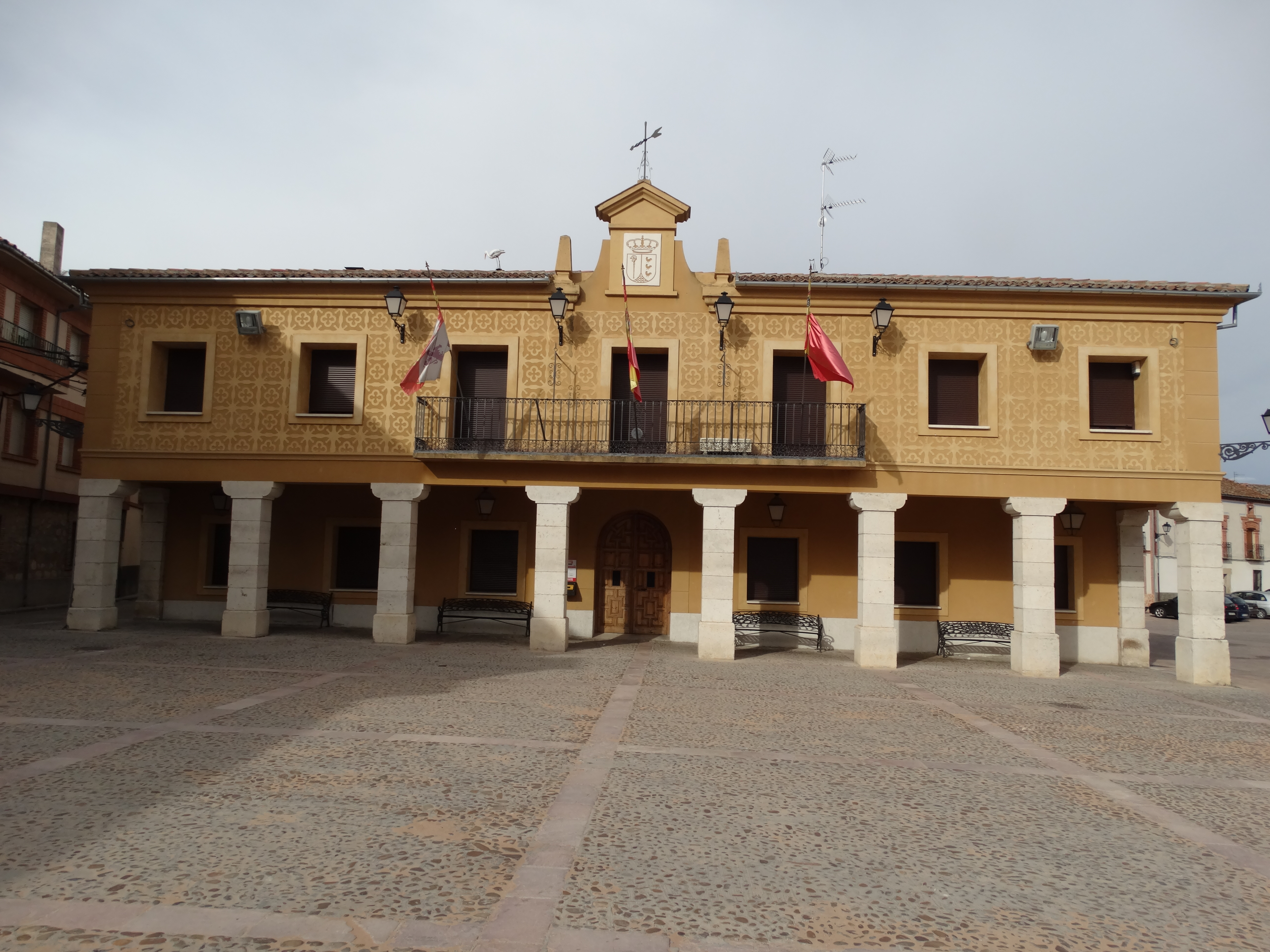
Rathaus

- Marienkirche
- Salvatorkirche
- Rathaus